# (1099) Figneria
(1099) Figneria est un astéroïde de la ceinture principale découvert le 13 septembre 1928 par l'astronome Grigori Neujmin. Il a été nommé en référence à la russe Véra Figner.

## Historique
Le lieu de découverte, par l'astronome Grigori Neujmin, est Simeis (094).
Sa désignation provisoire, lors de sa découverte le 13 septembre 1928, était 1928 RQ.

## Caractéristiques
Sa distance minimale d'intersection de l'orbite terrestre est de 1,332 790 ua.